# Alice Renard
Pour les articles homonymes, voir Renard (homonymie).
Alice Renard est une écrivaine française, née en 2002 à Paris.
Lors de la rentrée littéraire 2023 , son premier roman, La Colère et l'Envie, publié aux éditions Héloïse d'Ormesson, reçoit plusieurs prix littéraires dont le  prix de l'Académie française Maurice-Genevoix, qui est un des Grands Prix de l'Académie française .

## Biographie

### Jeunesse et formation
Alice Renard est la fille d’une styliste et d'un professeur de mathématiques.
Révélée précoce à l’âge de six ans, elle obtient un baccalauréat en filière scientifique. Elle entreprend ensuite des études de littérature médiévale à la Sorbonne.

### Écriture
Du fait de son parcours, elle se dit intéressée par les problématiques de neurodiversité et de l’hypersensibilité.
Dès l'âge de 14 ans, elle écrit des chroniques qu'elle adresse à « Léopoldine, une destinatrice fictive ».
Elle publie son premier roman, La Colère et l'Envie, le 24 août 2023 à l'âge de 21 ans.
Le jour de sa publication, Le Monde lui consacre deux pages : « […] cette parole porte si haut, si loin, qu’elle mérite, parmi les romans de cette rentrée, qu’on la distingue ».
Le Figaro écrit : « La Colère et l'Envie est un court roman en trois parties qui se révèle original, drôle, bouleversant ».
Pour Elle : « La virtuosité de la langue atteint un paroxysme époustouflant pour un premier roman ».
L'hebdomadaire Le Point écrit « Dès les premières lignes de La Colère et l'Envie, livre comète (160 pages fulgurantes), il y a là une parole, une geste, une diction singulière ».
Pour le journal La Croix : « La Colère et l’Envie est un récit à plusieurs voix totalement happant sur la naissance, la renaissance et l’éclosion d’une individualité, ainsi qu’une saisissante variation sur l’amour parental. Son autrice, Alice Renard, n’a que 21 ans, mais un style bluffant ».
En décembre 2023, Le Point classe ce récit parmi les 30 meilleurs livres de l'année (essais, romans français, romans étrangers et biographies confondus).
Ce roman, consacré au silence et à l'éveil d’une voix, est sélectionné pour de nombreux prix littéraires, notamment le Prix Femina 2023, le Prix littéraire du Monde 2023 et reçoit le Prix Méduse 2023, le Prix littéraire de la vocation 2023, le  prix de l'Académie française Maurice-Genevoix 2024, ainsi que le Prix Grand Cru Chartreuse 2024, décerné par le Centre national des écritures du spectacle .

## Œuvres

### Romans
- La Colère et l'Envie, Héloïse d'Ormesson, 2023  (ISBN 9782350878966).

## Récompenses
L'auteure a reçu les prix suivants :
- Prix Méduse 2023 pour La Colère et l'Envie
- Prix littéraire de la vocation 2023 pour La Colère et l'Envie
- Prix de l'Académie française Maurice-Genevoix 2024 pour La Colère et l'Envie
- Prix Grand Cru Chartreuse 2024 pour La Colère et l'Envie